# Любень (гміна)
Гміна Любень (пол. Gmina Lubień) — сільська гміна у південній Польщі. Належить до Мисленицького повіту Малопольського воєводства.
Станом на 31 грудня 2011 у гміні проживало 9779 осіб.

## Площа
Згідно з даними за 2007 рік площа гміни становила 75.01 км², у тому числі:
- орні землі: 49.00%
- ліси: 46.00%

Таким чином, площа гміни становить 11.14% площі повіту.

## Населення
Станом на 31 грудня 2011:
| Опис     | Загалом | Загалом | Чоловіки | Чоловіки | Жінки | Жінки |
| -------- | ------- | ------- | -------- | -------- | ----- | ----- |
| одиниця  | осіб    | %       | осіб     | %        | осіб  | %     |
| все      | 9779    | 100     | 4828     | 49.37    | 4951  | 50.63 |
| міське   | 0       | 100     | 0        |          | 0     |       |
| сільське | 9779    | 100     | 4828     | 49.37    | 4951  | 50.63 |

## Сусідні гміни
Гміна Любень межує з такими гмінами: Йорданув, Мшана-Дольна, Пцим, Рабка-Здруй, Токарня.